# Catherine de Vivonne de Rambouillet
Catherine de Vivonne marchesa de Rambouillet (Roma, 1588 – Parigi, 2 dicembre 1665) è stata una nobile francese che nel Seicento aprì il primo celebre salotto letterario parigino nella sua residenza dell'Hôtel de Rambouillet.

## Biografia
Nacque a Roma nel 1588 da un'italiana appartenente alla famiglia Savelli e dal diplomatico francese, anch'egli di origine italiana, marchese Vivonne de Pisany (o Pisani).
Quando aveva dodici anni venne data in sposa a Charles D'Angennes, nel 1611 proclamato "Marchese di Rambouillet".
Ebbero sette figli. La maggiore, Julie, fu presente a diverse serate tenute dai marchesi nel loro palazzo del quartiere del Marais, nell'Hôtel de Rambouillet.

## Il salotto
Ritenendo la corte di Enrico IV sgradevole per via della rudezza dei costumi, sentendosi a disagio durante i ricevimenti reali, decise di ritirarsi a vita privata.
Non si deduce facilmente la data di apertura del suo salone, ma si può affermare che le sue porte erano già aperte nel 1618.
A causa della sua salute precaria, Catherine decise di invitare nella sua stessa casa (l'Hôtel de Rambouillet – situato dove attualmente sorge il Palais-Royal) - il gran mondo: s'interessava di arte, di lettere, di storia ed era in grado di parlare più lingue.
Vi tenne un salotto brillante, con il concorso della figlia Julie – in onore della quale fu composta la Guirlande de Julie – fino al matrimonio di costei (1645) con il duca de Montausier e la morte di Vincent Voiture nel 1648.
Il luogo in cui riceveva era stato soprannominato "la chambre bleue" (la camera azzurra) per via dell'arredamento interno.
La stanza era stata progettata dalla marchesa appositamente per ricevere i suoi ospiti.
Riceveva precisamente nella "ruelle", ovvero nello spazio tra il letto e il muro, seguendo la moda del Preziosismo.
A tal proposito Molière scrisse una commedia volta a sbeffeggiare la moda preziosa e i cerchi mondani: Le preziose ridicole.
Il salotto esercitò una grande influenza sulla lingua e la letteratura francese del tempo.
Benché Molière abbia ironizzato sui modi dei frequentatori di questo ambiente nella sua commedia Les précieuses ridicules, i Preziosi ebbero tuttavia una funzione importante nel rinnovamento del vocabolario francese.
Il salotto fu tra i pochi che diedero onore alle donne, diversamente dagli altri per lo più frequentati da uomini: Madame de Rambouillet aveva raccolto infatti un gruppo di ragazze della migliore nascita, che allietavano gli incontri con il loro spirito e la loro grazia.
Soprannominata "Arthénice", anagramma composto da Malherbe, ella fu rappresentata nei tratti di Cléomire nel romanzo Artamène ou le Grand Cyrus, di Madeleine de Scudéry, dove Cyrus era lo stesso principe di Condé.
La marchesa tenne il suo salone per più di quarant'anni.
I più noti frequentatori del suo salone furono François de Malherbe, la duchessa de Longueville, Georges de Scudéry, Antoine Godeau, Vincent Voiture, Madame de Sévigné, Pierre Corneille, Claude Favre de Vaugelas, Roger de Bussy-Rabutin, il marchese de Racan, Marc-Antoine Girard de Saint-Amant, Jean Desmarets de Saint-Sorlin, Claude Malleville, François Maynard, Jean Ogier de Gombauld, Angélique Paulet, Madame de La Fayette, Guillaume Colletet, Gédéon Tallemant des Réaux

## Ascendenza
|                                          |                                        |                                      | Genitori                                            |  |  | Nonni |  |  | Bisnonni                                     |  |  | Trisnonni                          |  |
|                                          |                                        |                                      |                                                     |  |  |       |  |  | Guillaume de Vivonne, signore di Saint-Goard |  |  | Thomas de Vivonne, signore di Fors |  |
|                                          |                                        |                                      |                                                     |  |  |       |  |  | Guillaume de Vivonne, signore di Saint-Goard |  |  | Thomas de Vivonne, signore di Fors |  |
|                                          |                                        | Denise Rabatau                       |                                                     |  |  |       |  |  | Guillaume de Vivonne, signore di Saint-Goard |  |  |                                    |  |
| Artus de Vivonne, signore di Saint-Goard |                                        |                                      |                                                     |  |  |       |  |  | Guillaume de Vivonne, signore di Saint-Goard |  |  |                                    |  |
|                                          |                                        | Charlotte de Torettes                | …                                                   |  |  |       |  |  |                                              |  |  |                                    |  |
|                                          |                                        | Charlotte de Torettes                | …                                                   |  |  |       |  |  |                                              |  |  |                                    |  |
|                                          |                                        | Charlotte de Torettes                | …                                                   |  |  |       |  |  |                                              |  |  |                                    |  |
| Jean de Vivonne, marchese di Pisany      |                                        | Charlotte de Torettes                |                                                     |  |  |       |  |  |                                              |  |  |                                    |  |
|                                          |                                        | …                                    | …                                                   |  |  |       |  |  |                                              |  |  |                                    |  |
|                                          |                                        | …                                    | …                                                   |  |  |       |  |  |                                              |  |  |                                    |  |
|                                          |                                        | …                                    | …                                                   |  |  |       |  |  |                                              |  |  |                                    |  |
| Catherine de Bresmont                    |                                        | …                                    |                                                     |  |  |       |  |  |                                              |  |  |                                    |  |
|                                          |                                        | …                                    | …                                                   |  |  |       |  |  |                                              |  |  |                                    |  |
|                                          |                                        | …                                    | …                                                   |  |  |       |  |  |                                              |  |  |                                    |  |
|                                          |                                        | …                                    | …                                                   |  |  |       |  |  |                                              |  |  |                                    |  |
| Catherine de Vivonne                     |                                        | …                                    |                                                     |  |  |       |  |  |                                              |  |  |                                    |  |
|                                          | Antonello Savelli, X signore di Albano | Antimo Savelli, IX signore di Albano |                                                     |  |  |       |  |  |                                              |  |  |                                    |  |
|                                          | Antonello Savelli, X signore di Albano | Antimo Savelli, IX signore di Albano |                                                     |  |  |       |  |  |                                              |  |  |                                    |  |
|                                          | Antonello Savelli, X signore di Albano | Giuliana Conti                       |                                                     |  |  |       |  |  |                                              |  |  |                                    |  |
| Cristoforo Savelli                       | Antonello Savelli, X signore di Albano |                                      |                                                     |  |  |       |  |  |                                              |  |  |                                    |  |
|                                          |                                        | Virginia Orsini                      | Giovanni Francesco Orsini, VIII conte di Pitigliano |  |  |       |  |  |                                              |  |  |                                    |  |
|                                          |                                        | Virginia Orsini                      | Giovanni Francesco Orsini, VIII conte di Pitigliano |  |  |       |  |  |                                              |  |  |                                    |  |
|                                          |                                        | Virginia Orsini                      | Ersilia Caetani di Sermoneta                        |  |  |       |  |  |                                              |  |  |                                    |  |
| Giulia Savelli                           |                                        | Virginia Orsini                      |                                                     |  |  |       |  |  |                                              |  |  |                                    |  |
|                                          |                                        | Roberto Strozzi                      | Filippo Strozzi il Giovane                          |  |  |       |  |  |                                              |  |  |                                    |  |
|                                          |                                        | Roberto Strozzi                      | Filippo Strozzi il Giovane                          |  |  |       |  |  |                                              |  |  |                                    |  |
|                                          |                                        | Roberto Strozzi                      | Clarice de' Medici                                  |  |  |       |  |  |                                              |  |  |                                    |  |
| Clarice Strozzi                          |                                        | Roberto Strozzi                      |                                                     |  |  |       |  |  |                                              |  |  |                                    |  |
|                                          |                                        | Maddalena de' Medici                 | Pierfrancesco de' Medici il Giovane                 |  |  |       |  |  |                                              |  |  |                                    |  |
|                                          |                                        | Maddalena de' Medici                 | Pierfrancesco de' Medici il Giovane                 |  |  |       |  |  |                                              |  |  |                                    |  |
|                                          |                                        | Maddalena de' Medici                 | Maria Soderini                                      |  |  |       |  |  |                                              |  |  |                                    |  |
|                                          |                                        | Maddalena de' Medici                 |                                                     |  |  |       |  |  |                                              |  |  |                                    |  |